# Weisweil
Weisweil ist eine Gemeinde im Landkreis Emmendingen in Baden-Württemberg.

## Geographie

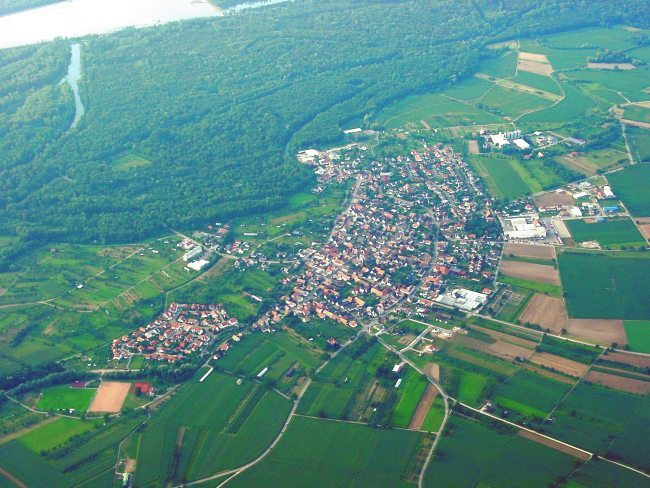
Luftbild von Weisweil am Kaiserstuhl

### Lage
Weisweil liegt wenige Kilometer nördlich des Kaiserstuhls und etwa 18 km nordwestlich der Kreisstadt Emmendingen in der Oberrheinebene an den zahlreichen Armen des Altrheins. Die Rheinwälder und Auen der Gemarkung Weisweil wurden 1998 zur Erhaltung der ehemaligen Überflutungsauen mit ihrem Artenreichtum zum Naturschutzgebiet Rheinniederung Wyhl - Weisweil erklärt. Die bewaldeten Flächen wurden zum Bannwald, in dem die unbeeinflusste, spontane Entwicklung des Waldes gewährleistet und beobachtet werden soll, oder zum Schonwald, in dem die Entwicklung des Bestandes zum Mischwald gefördert werden soll. Das Naturschutzgebiet erstreckt sich im Norden bis an den Leopoldskanal und grenzt dort an das Naturschutzgebiet Taubergießen.
Durch den Grand Canal d’Alsace, der in Höhe Weisweils auf der französischen Rheinseite abzweigt, und den Bau eines Rheinwasser-Kraftwerks ist eine Staustufe entstanden, durch die sich der Hauptarm des Rheins bei Weisweil auf eine Breite von etwa 600 Metern ausweitet. Hier hat sich ein beliebtes Wassersportgebiet mit Sport- und Yachthafen entwickelt.

### Nachbargemeinden
An Weisweil grenzen die Gemeinden Rheinhausen im Breisgau, Kenzingen, Forchheim und Wyhl (im Uhrzeigersinn von Nord nach Süd), alle im Landkreis Emmendingen liegend. Im Westen grenzt die Gemeinde an den Rhein, der hier die Grenze zu Frankreich ist.

### Gemeindegliederung
Zur Gemeinde Weisweil gehören das Dorf Weisweil und die Höfe Harderer Hof, Untere Mühle, Ziegelhof und Waldeckhof.

## Geschichte
Siehe: Burg Weisweil

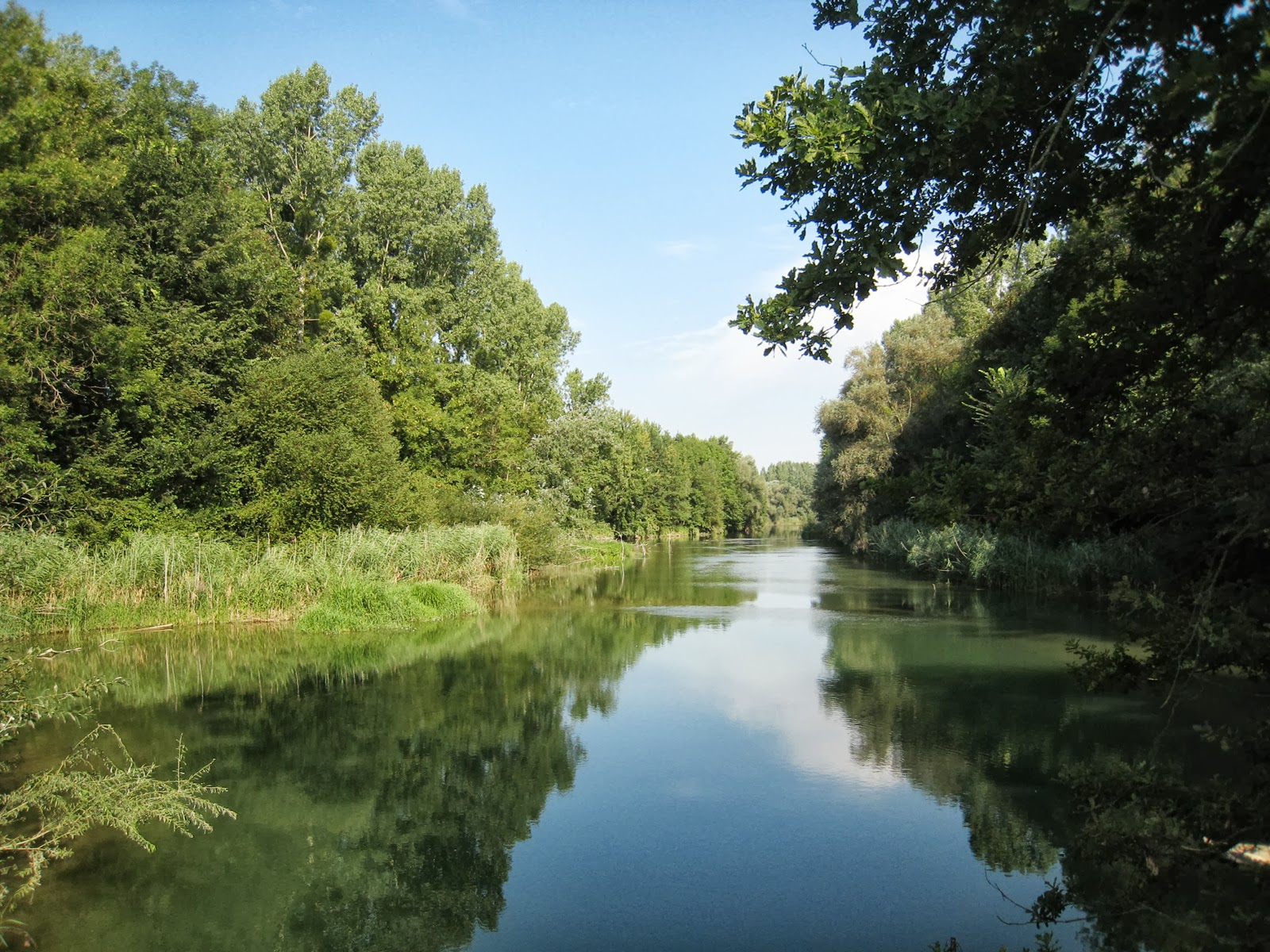
Arm des Altrheins
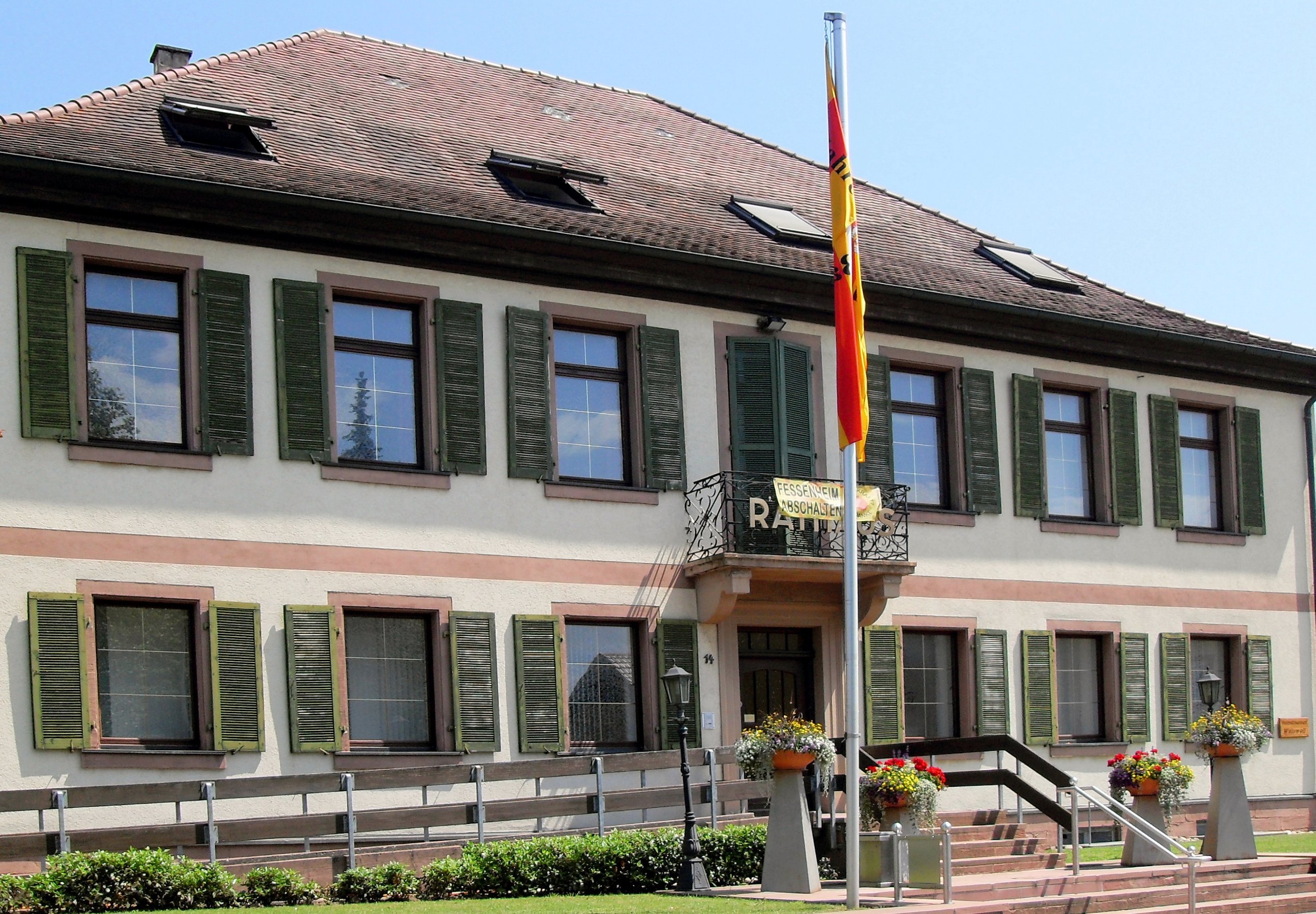
Rathaus Weisweil
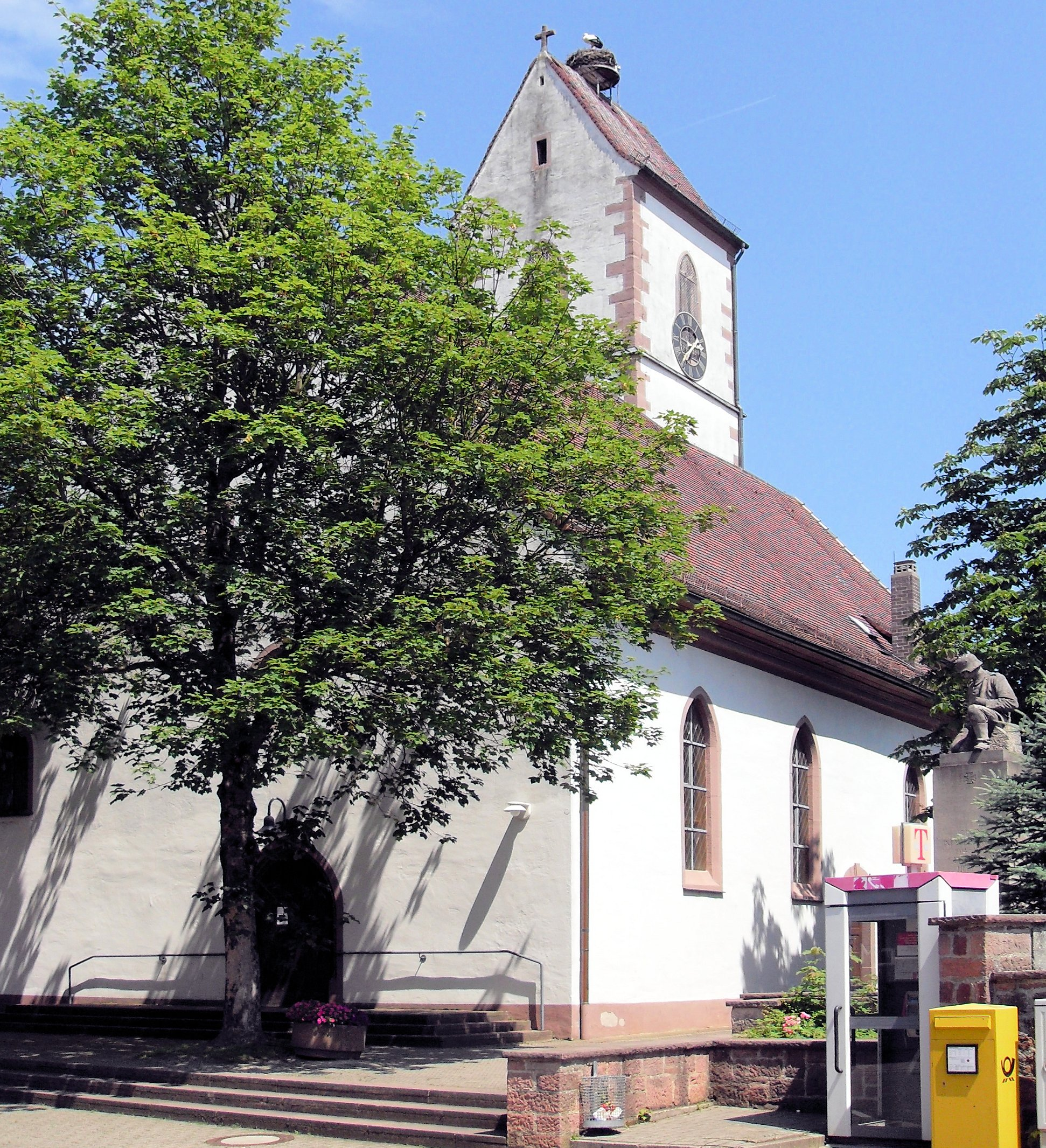
Evangelische Kirche
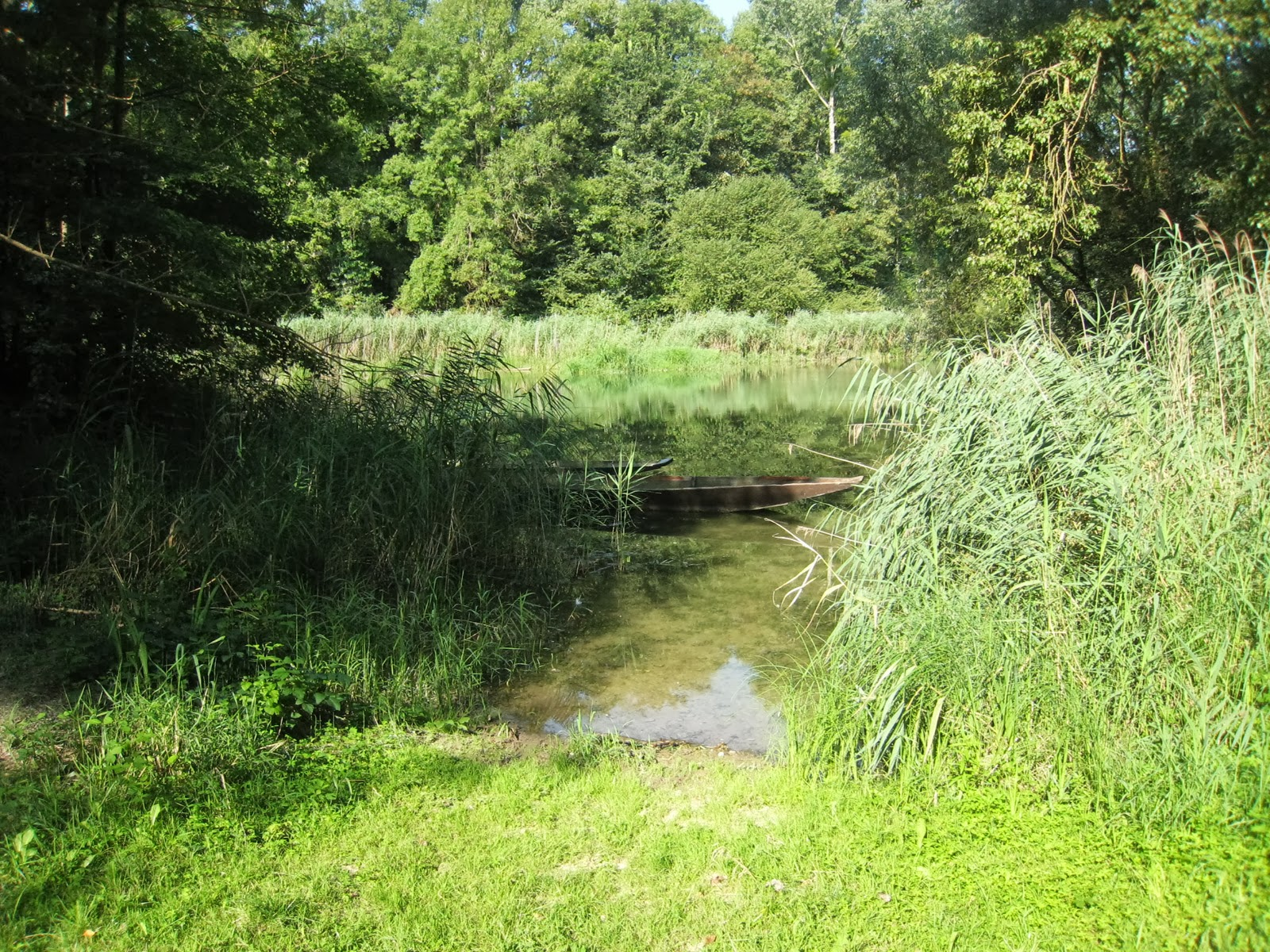
Biotop bei Weisweil

## Politik

### Gemeinderat
Die Kommunalwahl am 26. Mai 2019 führte bei einer Wahlbeteiligung von 71,3 % (+ 8,1) zu folgendem Ergebnis:
| Mir z'Wiswil   | 28,4 % | 3 Sitze |
| Weisweil aktiv | 56,3 % | 6 Sitze |
| Bürgerliste    | 15,3 % | 1 Sitz  |

Die Kommunalwahl am 9. Juni 2024 führte bei einer Wahlbeteiligung von 70,1 % zu folgendem Ergebnis:
| Liste        | Stimmenanteil | Sitze   |
| Für Weisweil | 51,0 %        | 6 Sitze |
| Bürgerliste  | 49,0 %        | 4 Sitze |

### Bürgermeister
Seit Januar 2014 ist Michael Baumann der Bürgermeister, die Wahl fand im November 2013 statt. Am 17. Oktober 2021 wurde er mit 55,75 der gültigen Stimmen für eine zweite Amtszeit wiedergewählt. Die drei Mitbewerber erhielten 34,55, 2,75 und 0,80 Prozent der Stimmen.

### Verwaltungsgemeinschaft
Mit der Nachbargemeinde Rheinhausen im Breisgau sowie den Städten Herbolzheim und Kenzingen bildet die Gemeinde den Gemeindeverwaltungsverband „Kenzingen-Herbolzheim“ mit Sitz in Kenzingen.

## Wirtschaft und Infrastruktur

### Verkehr
Durch Weisweil verläuft die rechtsrheinische Variante des Rheinradwegs, der von der Quelle des Rheins am Oberalppass im Schweizer Kanton Graubünden bis zur Mündung bei Rotterdam führt. Von Breisach kommend verläuft er am Rhein bis Weisweil. Er überquert den Leopoldskanal, verläuft an Rheinhausen im Breisgau vorbei und danach wieder am Rhein entlang nach Meißenheim. Er ist als Eurovelo-Route 15 (Rheinradweg) und als D-Route 8 (Rhein-Route) ausgewiesen.

### Ehemals ansässige Unternehmen

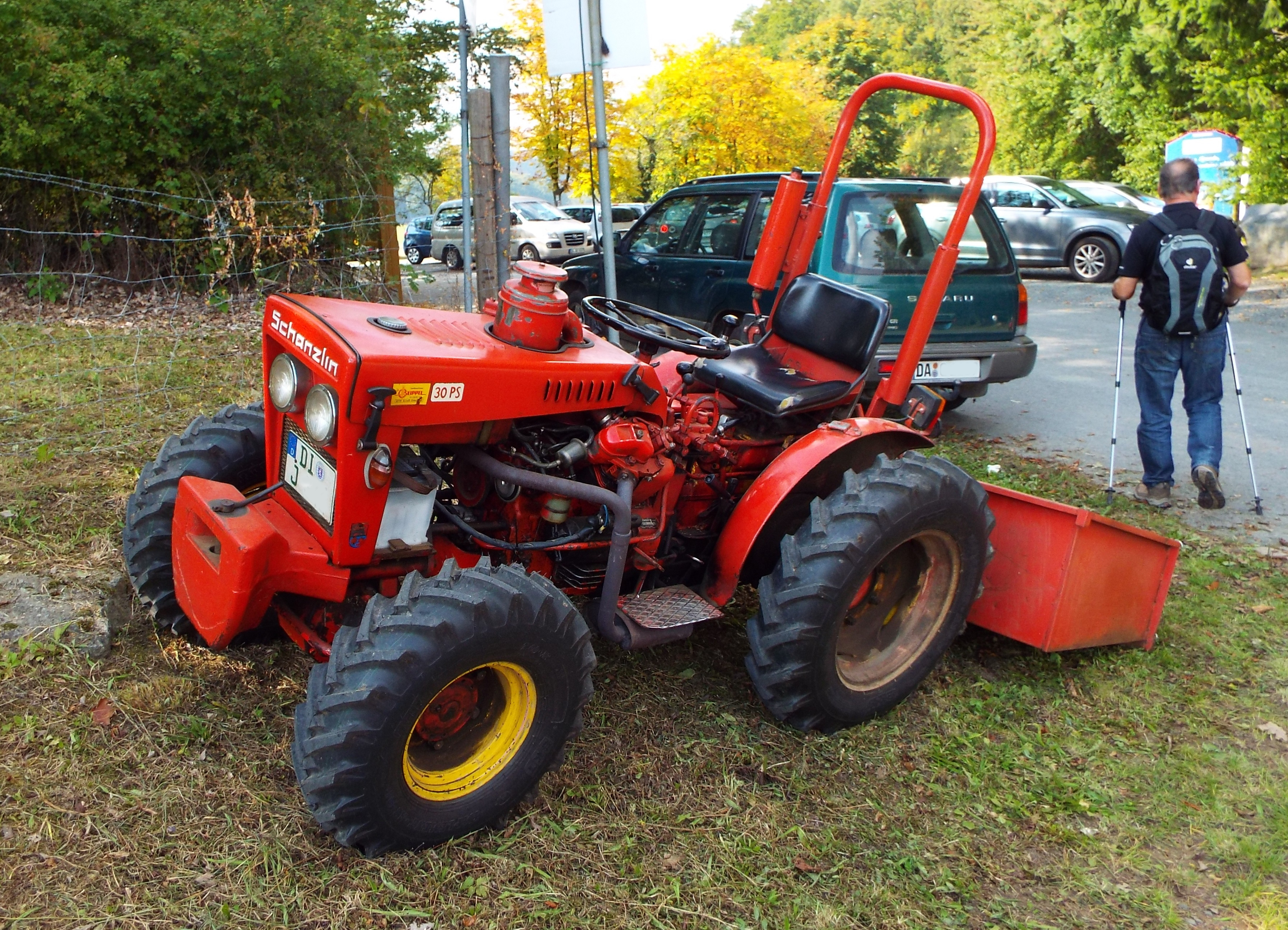
Schanzlin Vierradschlepper

- Im Jahre 1908 wurde im badischen Fahrnau von Horst Schanzlin die Firma Schanzlin als kleine mechanischen Werkstätte für den Bau von Pumpen, Bandsägen, Hobelmaschinen, Strohschneider, Handschlepperchen und Drehteilen für die Zahnradfertigung gegründet. Ab 1948 erfolgte die Motorisierung der Landwirtschaft durch die Firma Schanzlin Antriebstechnik GmbH mit Motormähern, Einachsschleppern, Motorhacken und kleinen Vierradschleppern. 1953 folgte eine Betriebsverlagerung nach Weisweil auf ein rund 30.000 m² großes Areal, davon 8.000 m² überbaut. Zeitweise waren bis zu 100 Personen mit drei Arbeitsschichten in dem Werk beschäftigt, das mit den Unternehmenszweigen Schanzlin Maschinenfabrik und die Schanzlin Antriebstechnik  zum 1. Dezember 2016 von Firmenchef Horst Schanzlin aus Altersgründen geschlossen wurde. Das Unternehmen erwirtschaftete zuletzt 99 Prozent des Umsatzes mit 30 verschiedenen Produkten als Zulieferer der Daimler AG. Die Schanzlin Verwaltungs-GmbH bleibt mit zwei Arbeitsplätzen für die Verwaltung der Hallen und Grundstücken bestehen. International bekannt wurde das Unternehmen durch die Herstellung von Schmalspur- und Kompakttraktoren bis ins Jahr 1998, die unter den Typenbezeichnungen Gigant 433 (30 PS), 442 (42 PS) und 450 (50 PS),  703 Synchron (38 bzw. 44 kw) und 803 Synchron (41 kw) und als Weinbergschlepper Schanzlin A 300 (30 PS) gebaut wurden.[8]
- Am 6. August 1956 nahm die Firma Bachert in Weisweil die Fabrikation von Feuerwehrautos und Brandschutztechnik auf. Nach der Firmenaufgabe von Bachert zum Dezember 1988 führte ab Januar 1989 Iveco als Iveco Magirus Brandschutztechnik GmbH neben den Werken in Ulm und Görlitz den Feuergerätebau in der Eurofire-Firmengruppe weiter.[9] Im Jahre 2012 wurden in Folge einer Unternehmensumstrukturierung die Produktionsstätten in Weisweil, Görlitz, Chambéry/Frankreich und Kainbach/Österreich zu Gunsten eines europäischen Brandschutzzentrums in Ulm mit 500 zusätzlichen Arbeitsstellen geschlossen. Bis zur Schließung waren in Weisweil 185 Beschäftigte in Konstruktions- und Vertriebsabteilungen und in der Sonderbaufabrikation beschäftigt.[10][11]

### Bildung
In Weisweil gibt es eine Grundschule; die Hauptschule wurde aufgegeben.

### Kunst
Seit 2006 gibt es die Skulpturenstraße Weisweil  entlang der Rheinstraße, diese führt vom Ortsrand zum Yachthafen und dem Rheinübergang für Fußgänger und Radfahrer.

## Persönlichkeiten

### Söhne und Töchter der Gemeinde
- Friedrich August Nüßlin (1780–1863), Klassischer Philologe und Gymnasiallehrer
- Eduard Kaiser (1813–1903), Arzt und Politiker, Mitglied der Zweiten Kammer der Badischen Ständeversammlung
- Carl Engler (1842–1925), Chemiker
- Friedrich Karl Oehler (1844–1910), evangelischer Theologe und Prälat der Evangelischen Landeskirche in Baden
- Wilhelm Engler (1873–1938), Gewerkschafter und Politiker
- Dieter Ehret (* 1959), Bauingenieur, Politiker (ehemals FDP), von 2006 bis 2011 Abgeordneter des Landtags von Baden-Württemberg.

### Persönlichkeiten mit Verbindung zu Weisweil
- Karl Nicola (1939–2023), von 1972 bis 1992 SPD-Abgeordneter des Landtags von Baden-Württemberg, war von 1974 bis 1998 Bürgermeister von Weisweil.